# Mogukorovka
Mogukorovka (del ruso: Могукоровка) es un jútor del raión de Kalíninskaya del krai de Krasnodar en el sur de Rusia. Está situado en el conjunto de marismas y limanes que forman la desembocadura del río Kirpili, 30 km al noroeste de Kalíninskaya y 86 km al noroeste de Krasnodar, la capital del krai. Tenía 771 habitantes en 2010.
Pertenece al municipio Kuibyshevskoye.